# Dolenja Nemška vas
Dolenja Nemška vas je naselje u slovenskoj Općini Trebnju. Dolenja Nemška vas se nalazi u pokrajini Dolenjskoj i statističkoj regiji Jugoistočnoj Sloveniji. 

## Stanovništvo
Prema popisu stanovništva iz 2002. godine naselje je imalo 232 stanovnika.